# Meleoma colhuaca
Meleoma colhuaca is een insect uit de familie van de gaasvliegen (Chrysopidae), die tot de orde netvleugeligen (Neuroptera) behoort. 
Meleoma colhuaca is voor het eerst wetenschappelijk beschreven door Banks in 1949.